# Bojan Logar
Bojan Logar,  slovenski klarinetist in pedagog, * 1973, Maribor.
Po končani Srednji glasbeni šoli v Mariboru je nadaljeval študij klarineta na Akademiji za glasbo v Ljubljani pri prof. Darku Brleku. Nadaljeval je študij pri prof. Jožetu Kotarju in pri njem leta 1997 tudi diplomiral. Od istega leta dalje je zaposlen kot profesor na Glasbeni šoli v Celju. Kot klarinetist je poleg individualnega koncertiranja, številnih tekmovanj, sodeloval tudi v različnih komornih sestavih in orkestrih. Je član Orkestra slovenskih klarinetov in dirigent big banda Extra band. Poleg klarineta se ukvarja s studijskim delom. Kot producenta, aranžerja in skladatelja ga najdemo na številnih zgoščenkah.